# Coelacanthidae
Cœlacanthidés
Famille
Les Coelacanthidae (Cœlacanthidés) sont une famille éteinte de poissons osseux de l'ordre des Coelacanthiformes qui était présente dans les eaux douces et marines du monde entier. Elle est apparue au Permien et s'est éteinte finalement au Jurassique.
Le genre actuel Latimeria est souvent placé par erreur dans cette famille alors qu'il est en fait le genre type de la famille des Latimeriidae, plus récente, car apparue au Trias.

## Liste de genres
- Axelia (éteint) Stensiö
- Coelacanthus (éteint) Moy-Thomas, 1935; Beltan, 1980; Battail et al., 1987
- Ticinepomis (éteint) Rieppel
- Wimania (éteint) Stensiö, 1921